# Joan Babot
Juan Babot Xaus – auch bekannt als Joan Babot – (* 19. September 1918 in Sant Joan Despí; † 16. März 1997) war ein spanischer Fußballspieler. Der Verteidiger spielte zwischen den 1930er und 1950er Jahren unter anderem beim FC Barcelona, mit dem er während des Bürgerkriegs einen republik-spanischen Meistertitel gewann, und Espanyol, hatte seinen Zenit aber bei Gimnàstic de Tarragona und Real Valladolid.

## Laufbahn
Der kräftig gebaute Verteidiger Babot fing in seinem Heimatort Sant Joan Despí, wo sich dieser Tage das Sportzentrum Ciutat Esportiva Joan Gamper des FC Barcelona befindet, beim örtlichen Verein mit dem Fußball an, hatte aber schon als 18-Jähriger einen Platz beim großen FC Barcelona. Seine Zeit bei der Blaugrana wurde aber vom langwierigen Bürgerkrieg überschattet, in dem der Spielbetrieb zu einem großen Teil zum Erliegen kam. Von Juni bis September 1937 bereiste er dabei mit dem FC Barcelona Nordamerika, wo der Klub 14 Spiele in den USA und Mexiko bestritt. Die Reise sanierte den finanziell angeschlagenen Verein, doch von den 16 Spielern die sich auf die Reise machten kehrten nur vier, inklusive Babot, nach Spanien zurück. Der Rest verblieb im Exil.
In der Zeit des Bürgerkrieges gewann Barcelona zudem 1936 und 1938 die Meisterschaft von Katalonien, die Liga Catalana, sowie die Mittelmeer-Meisterschaft der Liga Mediterránea von 1937, eine Art Landesmeisterschaft des republikanischen Rest-Spaniens. Nachdem Levante FC Sieger des parallel laufenden Pokalwettbewerbs Copa de España Libre, dem „Pokal des Freien Spanien“ wurde und 2007 vom spanischen Senat als Spanischer Pokalsieger anerkannt wurde, bestehen nun auch Gedanken, die Mittelmeer-Meisterschaft zu einer offiziellen Spanischen Meisterschaft aufzuwerten.
Von 1940 bis 1942 spielte der begeisterte Jäger und Kinofreund Babot für einige Zeit bei einem Zweitligaaufsteiger, dem Eisenbahnerverein AD Ferroviaria in Madrid. In seiner zweiten Spielzeit dort war der Verein allerdings wegen einer Umstrukturierung der Liga für ein Jahr drittklassig, stieg aber als Zweiter wieder auf und konnte 1942 die Klasse halten. 1943 fiel Ferroviaria einer weiteren Ligaumstrukturierung zum Opfer und sollte sich schließlich nach dem Ende der 1940er Jahre ganz vom größeren Fußball verabschieden.
Joan Babot kehrte aber schon 1942 wieder nach Katalonien zurück und spielte beim Viertligisten Gimnàstic de Tarragona. Bereits im Folgejahr stieg er aber in die Dritte, und nach zwei weiteren Spielzeiten in die zweite Liga auf. Babot avancierte dabei auch bald zum Spielführer der Mannschaft, der schließlich 1947 gar der Aufstieg in die Primera División gelang. In der ersten Saison erreichte er mit el Gimnàstico einen respektablen siebten Tabellenplatz. Im Januar 1948 besiegte die Mannschaft dabei Real Madrid in deren neuem Estadio Chamartín, dem heutigen Bernabéu, mit 3:1, was für die Hauptstädter die erste Niederlage an der Stelle ihrer großen zukünftigen Triumphe war. 1948 kam Joan Babot auch zu einem Einsatz für die Katalanische Fußballauswahl.
Zur folgenden Spielzeit wechselte er zu Real Valladolid, einem Erstliga-Debütanten. Die Saison 1948/49 wurde nicht nur für Valladolids Mannschaft zu einem harten Abstiegskampf. Am Ende trennten den 6. und den 13. Platz nur drei Punkte in der Tabelle. Das Team von Babot wurde Zwölfter und schaffte damit den Klassenerhalt. Auch in den folgenden Jahren konnte sich Valladolid in der Liga behaupten und Babot hatte dabei einen festen Platz in der Stammformation. Ganz ins nationale Rampenlicht trat Valladolid im Mai 1950 als der Verein im spanischen Pokalfinale gegen Atletico Bilbao antrat, welches die Mannen um Babot im Chamartin von Madrid erst nach Verlängerung mit 1:4 verloren. Im Februar 1951 stand Joan Babot auch im Kader der spanischen Nationalmannschaft, kam beim 6:3-Sieg über die Schweiz aber nicht zum Einsatz.
Im weiteren Verlauf des Jahres wechselte der mittlerweile fast 34-jährige Babot zu Español Barcelona, wo er aber nurmehr zu drei Einsätzen in der Liga kam, in seinem ersten Spiel dabei per Elfmeter seinen dritten und letzten Erstligatreffer in insgesamt 95 Partien erzielte. Nach nur einer Spielzeit ging er noch für eine Saison auf Leihbasis in den Norden Barcelonas zum Zweitligisten UE Sant Andreu, damals als San Andrés bekannt, wo er 1953 seine Laufbahn beendete.

## Torneo de Futbol Infantil Joan Babot
Seit 2001 wird alljährlich das Jugendfußballturnier Torneo de Futbol Infantil Joan Babot in seinem Heimatort Sant Joan Despí ausgetragen. Neben den katalanischen Jugendmannschaften von FC Barcelona und Espanyol und der Ortsauswahl als ständigen Teilnehmern nahmen dabei bislang auch die Vertretungen anderer spanischer Spitzenvereine wie Real Madrid, Valencia CF und RCD Mallorca teil.

## Erfolge
- Meister der Mittelmeer-Liga: 1937
- Spanischer Pokal: Finalist 1950